# 神24
神24（シェン24、中国語: 神24）は、中国の鉄道車両メーカーである中国中車株洲電力機車有限公司が製造する電気機関車の愛称。重量級貨物列車牽引用に開発された全長106 m・6両編成の24動軸機で、世界最大出力・引張力の電気機関車である。

## 概要
中国神華能源は中国の国有企業の国家能源投資集団の傘下企業である石炭エネルギー会社で、石炭の採掘や発電事業に加えて石炭を国内各地へ輸送する専用鉄道も多数有している。その中で、陝西省神木市と山西省朔州市を結ぶ全長266 kmの神朔鉄道を経由する石炭貨物列車へ向けて、親会社の国家能源投資集団と鉄道車両メーカーである中国中車株洲電力機車有限公司が共同で開発したのが"神24"である。
"神24"のベースとなったのは、株洲電力機車が展開し、中国神華能源にも同型車両が多数導入されているHXD1形電気機関車である。前面は同社が所有するHXD1形から変更し、前面はライオン（獅子）をモチーフにしたデザインが採用されている。12‰の勾配で1万t・全長1.5km以上の重量級貨物列車が牽引可能な性能を実現させるため、2基のボギー台車を搭載した車両を6両繋いだ全長106 m・動軸数24という長大編成を有しており、出力値（28,800 kw）および引張力（2,280 kN）は1両単位で運用される電気機関車の中で世界最大記録となる。最高速度は120 kmである。
また、機器のモジュール化や冗長性の確保による安全性や信頼性の向上、力行や制動、速度調整の自動化などの最新技術が多数搭載されている他、車体の塗装に水性塗料を用いる事で揮発性有機化合物の排出量を40 %削減する、回生ブレーキの設置によりエネルギー消費量を削減するなどの環境対策も図られている。これらを含め、"神24"には16箇所の技術革新要素が存在する。
1次発注分の8両は2020年から製造が始まり、同年7月29日に最初の車両が公開された。中国神華能源では更に12両分の追加発注も行っている。